# Assemblée de la francophonie de l'Ontario
Pour les articles homonymes, voir AFO.
L’Assemblée de la francophonie de l’Ontario (AFO) est une association qui milite et agit pour la défense des droits des Franco-Ontariens.

## Histoire
Elle a été créée en 1910 sous le nom d’Association canadienne-française d’éducation de l’Ontario (ACFÉO) pour réclamer au gouvernement de l’Ontario que le français soit reconnu comme langue officielle dans l’éducation primaire et secondaire ainsi que dans les écoles de formation des enseignants. En 1969, l’ACFÉO devient l’Association canadienne-française de l’Ontario (ACFO). En 2006, l'ACFO fusionne avec la Direction de l'Entente Canada-communauté Ontario (un organisme créé par Patrimoine canadien) pour devenir l’Assemblée de la francophonie de l'Ontario (AFO).
Les présidents qu'a connus l'AFO sont issus du milieu de l'éducation franco-ontarienne. Mariette Carrier-Fraser, présidente de 2006 à 2010, est une ancienne sous-ministre adjointe de l'Éducation, tout comme Denis Vaillancourt, président de 2010 à 2016. De 2016 à 2022, Carol Jolin, ancien enseignant, est élu à la présidence. En octobre 2022 Fabien Hébert ancien professionnel de la santé et directeur général de l'hôpital de Smooth Rock Falls est élu a présidence. 
En 2018, l'Autorité héraldique du Canada concède des armoiries et un insigne à l'Assemblée. Sa devise, « Nous sommes • Nous serons », figure sur les armoiries.

## Mission et objectifs
L'AFO se veut l'organisme rassembleur et la voix politique de la francophonie de l'Ontario. Son mandat consiste à revendiquer les droits des francophones, à promouvoir le développement global de la francophonie ainsi que son épanouissement, à représenter l'Ontario français sur les scènes municipale, provinciale, nationale et internationale, et à négocier et gérer les ententes telles que l'Entente Canada-communauté Ontario. Son bureau principal se trouve à Ottawa.
Les priorités de l'organisme actuellement sont la prestation de services de santé en français par les organismes non gouvernementaux, l'augmentation des investissements en enseignement post-secondaire en français dans le Centre et le Sud-Ouest de l'Ontario, le développement des services de garderie et de la petite enfance en français, la modernisation de la Loi sur les services en français, l'accueil et l'intégration des immigrants francophones.

## Réalisations
Durant son histoire, l'organisme a longuement milité pour obtenir certaines concessions du gouvernement ontarien, ou tout simplement lutter contre une législation pénalisant les francophones.
L'ACFEO a été très active lors du règlement 17, au tout début de son histoire. Cette lutte contre le gouvernement ontarien a été une de ses premières grandes réalisations.
Récemment, l'ACFO a été active pour obtenir des collèges entièrement francophones en Ontario, dont le collège La Cité à Ottawa, le Collège Boréal à Sudbury et le Collège des Grands-Lacs à Toronto. C'est aussi avec l'ACFO et plusieurs organismes affiliés que le gouvernement ontarien a décidé, en 1996, de donner douze conseils scolaires entièrement francophones à sa population.
En 1997, plusieurs membres de l'ACFO, à travers la province ainsi que par le biais de l'ACFO régionale d'Ottawa, ont permis de garder l'hôpital Montfort d'Ottawa, malgré les menaces de fermeture du gouvernement ontarien. En 2001, l'ACFO provinciale a milité avec le Parti libéral de l'Ontario pour reconnaître le drapeau franco-ontarien à la législature ontarienne. Le projet de loi est adopté à l'unanimité.
Entre 2008 et 2011, l'AFO a coordonné la création d'un Plan stratégique communautaire de l'Ontario français (PSC) 2011-2016. Ce plan, fruit de longues réflexions et consultations menées à l'échelle de la province, énonce les valeurs, la vision et les objectifs communs de la communauté franco-ontarienne. Grâce à l'action de l'AFO en 2013, l'hôpital Montfort d'Ottawa est désigné hôpital d'enseignement universitaire et le commissaire aux services en français de l'Ontario change de statut. L'AFO travaille actuellement à la mise en œuvre du nouveau Plan stratégique communautaire de l'Ontario français : Vision 2025 qui énonce les priorités de la communauté franco-ontarienne pour les dix prochaines années.

## Structure
L'Assemblée de la francophonie de l'Ontario est composée de membres élus lors de l'assemblée générale annuelle. Le poste le plus important et le plus représentatif est celui de président. Plusieurs vice-présidents sont également membres du comité exécutif, ayant souvent des rôles de communicateurs entre l'AFO et ses membres régionaux ou ses associations affiliées.
La force du réseau franco-ontarien repose sur les membres associatifs, institutionnels et individuels de l'AFO, parmi lesquels les ACFO régionales, les conseils scolaires, les collèges, les cliniques juridiques, les organismes de services de garde, les centres culturels et communautaires, et une série d'autres organismes francophones.

## Remise de prix reconnaissance
Tous les ans, l'AFO remet des prix de reconnaissance annuelle. En 2018, les membres de l'association rebaptisent le Prix du Pilier de la francophonie, Prix Paulette-Gagnon. Ce prix de reconnaissance annuel vise à « reconnaitre les efforts et le cheminement professionnel exemplaire d’une personne à l’endroit de la communauté francophone ». Le premier Prix Paulette-Gagnon de l'AFO est remis au commissaire aux services en français de l'Ontario François Boileau.

## Liste des ACFO régionales
Les ACFO régionales sont des groupes de lobby régionaux de l'Assemblée de la francophonie de l'Ontario. Ils revendiquent les droits des francophones dans 22 régions de l'Ontario.
La plupart de ces organismes régionaux ont conservé l'ancien nom de l'organisme provincial, c'est-à-dire Association canadienne française de l'Ontario, toutefois certaines font exception, comme à Timmins, Thunder Bay ou Elliot Lake.
- ACFOMI des Milles-Iles
- ACFO Champlain
- ACFO du Grand Sudbury
- ACFO DP (Durham-Peterborough)
- ACFO Hamilton
- ACFO Huronie (La Clé d’la Baie en Huronie)
- ACFO Kirkland Lake
- ACFO Ottawa
- ACFO PR (Prescott-Russell)
- ACFO SDG (Stormont, Dundas et Glengarry)
- ACFO Témiskaming
- ACFO Toronto
- ACFO de London-Sarnia
- ACFO WECK (Windsor-Essex-Chatham Kent)
- AFNOO (Association des francophones du Nord-Ouest de l’Ontario)
- Alliance de la francophonie de Timmins
- RAFO Rive-Nord (Elliot Lake)